# Bufo atukoralei
Bufo atukoralei (tên tiếng Anh: Yala Toad) là một loài cóc thuộc họ Bufonidae. Trong tiếng Anh nó thường được gọi là Atukorale's Dwarf Toad.
Đây là loài đặc hữu của Sri Lanka.
Môi trường sống tự nhiên của chúng là rừng ẩm vùng đất thấp nhiệt đới hoặc cận nhiệt đới, vùng cây bụi ẩm khu vực nhiệt đới hoặc cận nhiệt đới, đầm nước, đầm nước ngọt, đất canh tác, vùng đồng cỏ, các đồn điền, vườn nông thôn, các vùng đô thị, và rừng thoái hóa nghiêm trọng.